# Conotton Creek
Der Conotton Creek ist ein 62,3 km langer linker Nebenfluss des Tuscarawas Rivers im östlichen US-Bundesstaat Ohio. Er entwässert ein Gebiet von 741 km² und gehört zum Flusssystem des Mississippi River. Der Abfluss erfolgt über den Tuscarawas River, Muskingum River, Ohio River und Mississippi River in den Golf von Mexiko.
Der Conotton Creek entspringt 4 km westlich der Ortschaft Hopedale im östlichen Harrison County auf 376 m Höhe. Er fließt generell in nordwestlicher Richtung durch die Countys Harrison, Carroll und Tuscarawas und erreicht 1 km südlich von Zoarville die Mündung in den Tuscarawas River auf 265 m Höhe. Im Tal des Flusses verlief von 1916 bis 1988 die Wheeling-Lake-Erie-Eisenbahnlinie. Auf der ehemaligen Trasse wurde der Conotton Creek Trail angelegt, ein 18 km langer Radwanderweg, der von Bowerston nach Jewett führt.
Dem Geographic Names Information System zufolge wurde der Fluss auch mit Conolton Creek, Conoten Creek, Gutgatsing Creek, Kannotten Creek, Kennottenhead Creek, Knottenhead Creek und One Leg Creek bezeichnet.